# Carl Peter Mazer

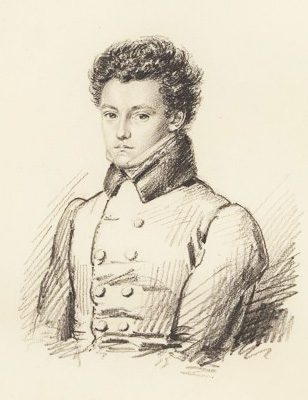
Porträtt av Carl Peter Mazer. Teckning av Maria Röhl (1835)

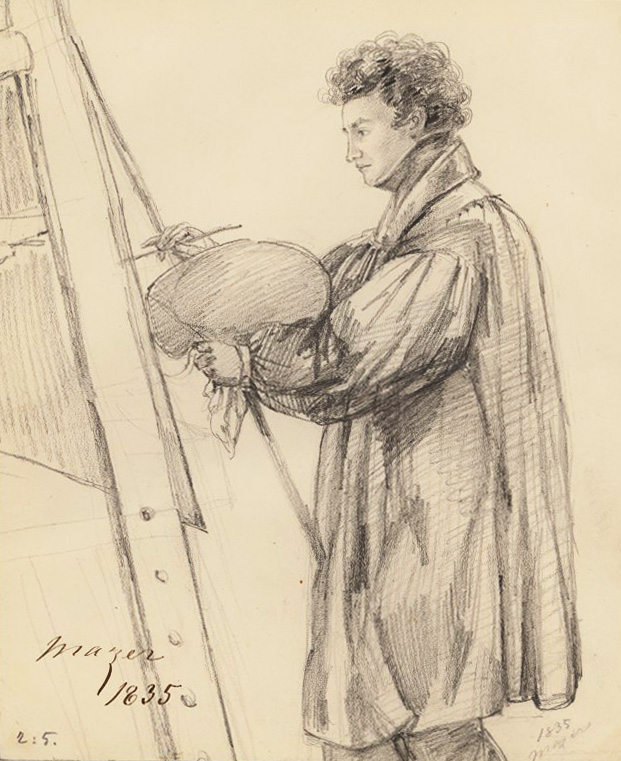
Carl Peter Mazer i ateljén. Teckning av Maria Röhl (1835)

Carl Peter Mazer, född 9 mars 1807 i Stockholm, död 18 januari 1884 i Neapel, var en svensk bildkonstnär och fotograf. 

## Biografi
Carl Peter Mazer var halvbror till Johan Mazer. Han utbildade sig till målare vid Konstakademien i Stockholm, där han studerade för Gustaf Erik Hasselgren. År 1825 följde han sin far till Paris, där han studerade på Antoine-Jean Gros ateljé och blev biträde till läraren. Han fick både teckna upp och måla på dennes tavlor med historiska motiv. 
Vid 1830 års revolution stred Carl Peter Mazer på barrikaderna. Han utförde en mängd blyertsskisser till aldrig utförda målningar med motiv från gatustriderna i Paris. År 1833 begav han sig till Italien och återvände hem 1835. I Konstakademiens utställning 1836 deltog han med 25 porträtt i olja. 
Han vistades i Finland 1837–1838 och i Ryssland 1838–1854 och blev mycket anlitad som porträttmålare. I Ryssland reste han vida omkring och arbetade också som teckningslärare och fotograf. 
Efter återkomsten till Stockholm 1854 hade Mazer svårt att försörja sig på måleriet och började därför med fotografering. Han gav ut Handbok i fotografi (1864). År 1876 begav han sig till Paris och omkring 1878 till Neapel. 
Carl Peter Mazers porträtt hade sin styrka i den kraftiga teckningen och i uttrycket, medan färgen var tung och saknade måleriskt liv. Mazer
finns representerad vid Nationalmuseum i Stockholm  och Kalmar konstmuseum.

## Verk i urval

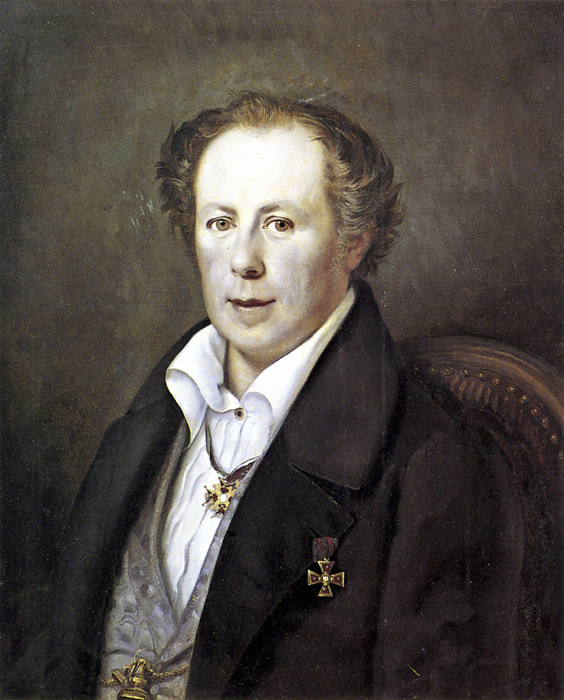
Friedrich Wilhelm August Argelander (1837)
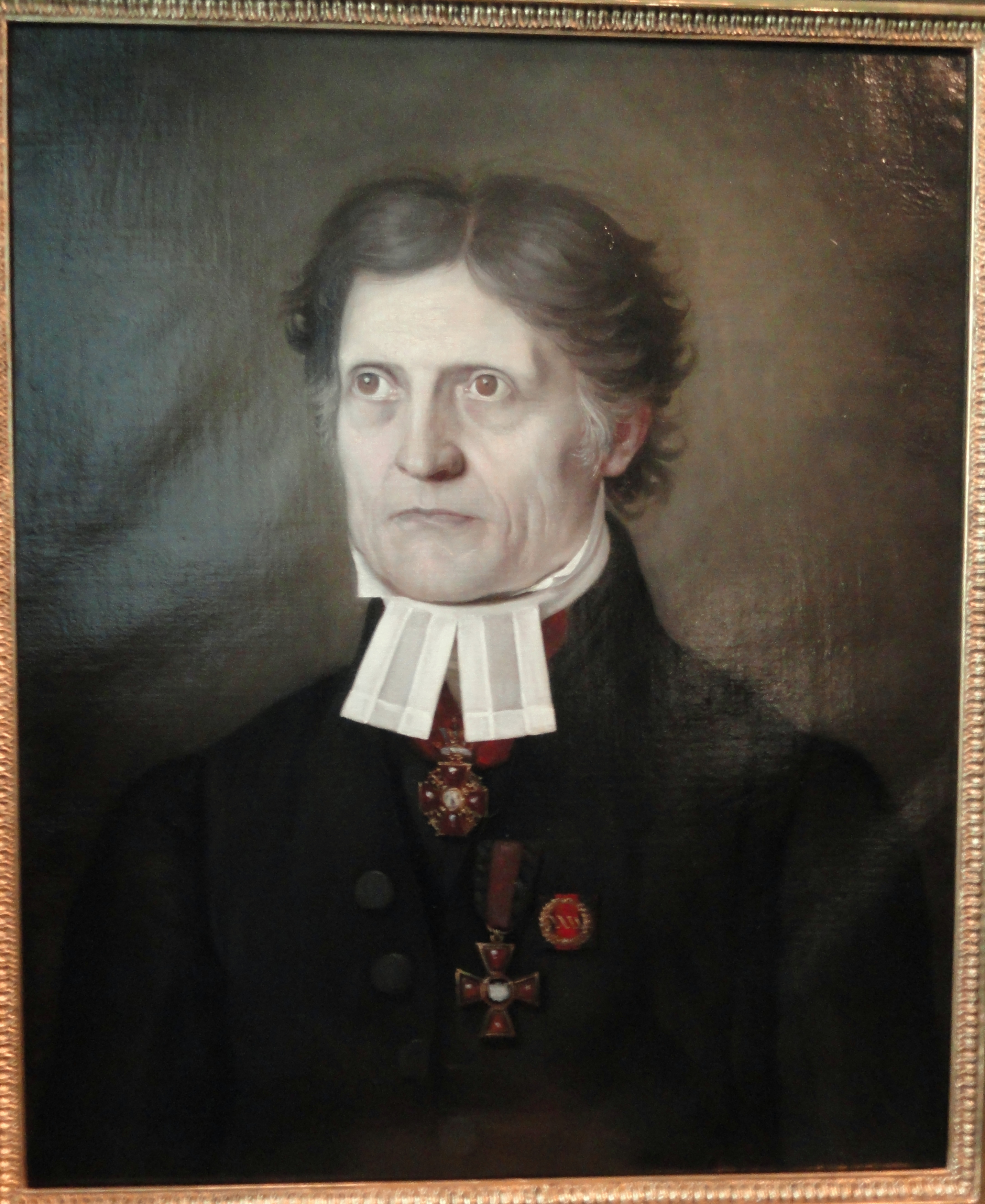
Gustaf Gabriel Hällström
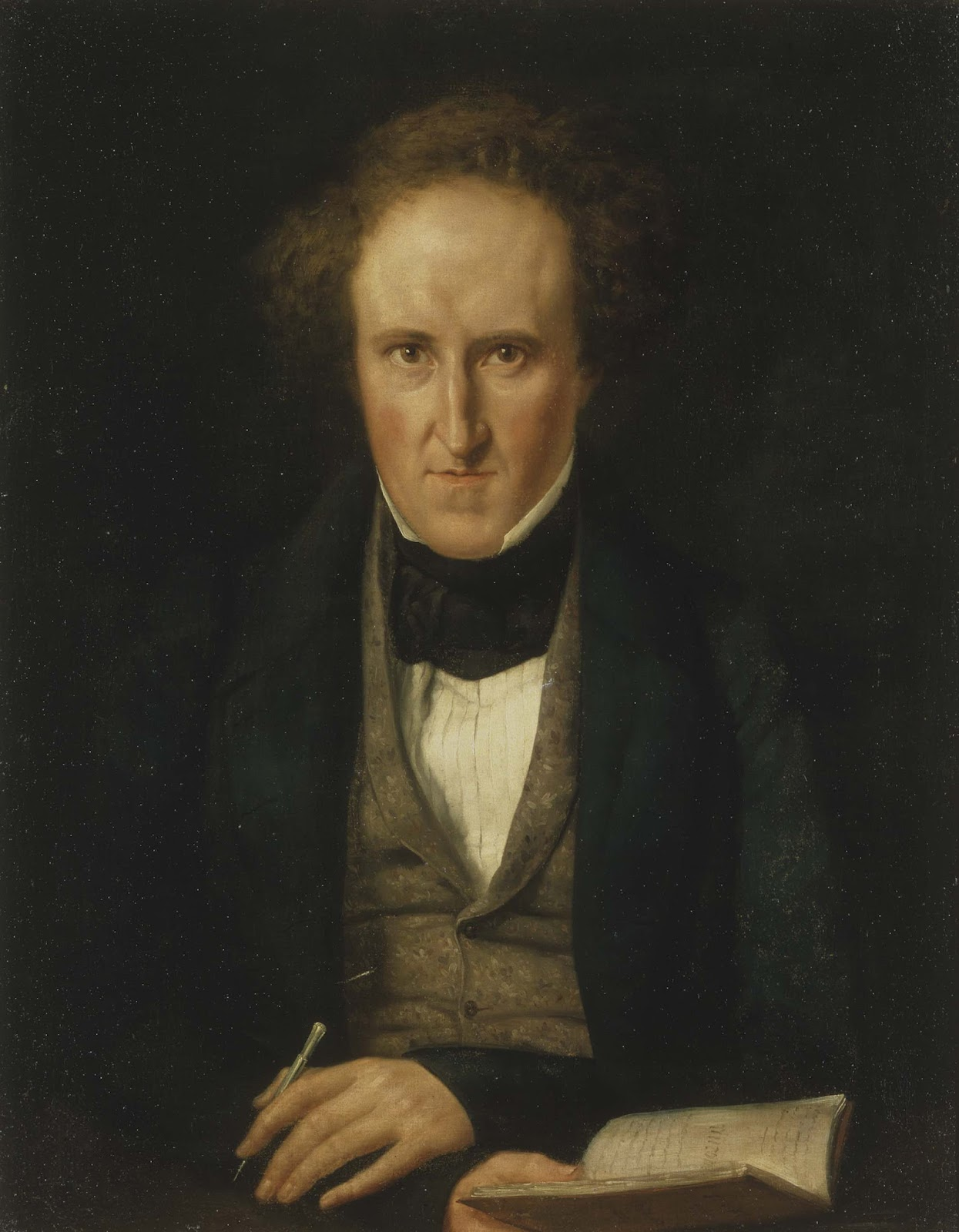
Carl Jonas Love Almqvist omkring 1836
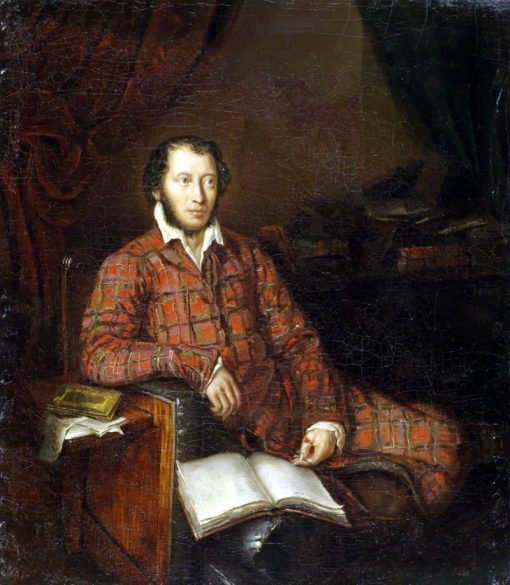
Alexander Pusjkin, 1839, Pusjkins museum i S:t Petersburg
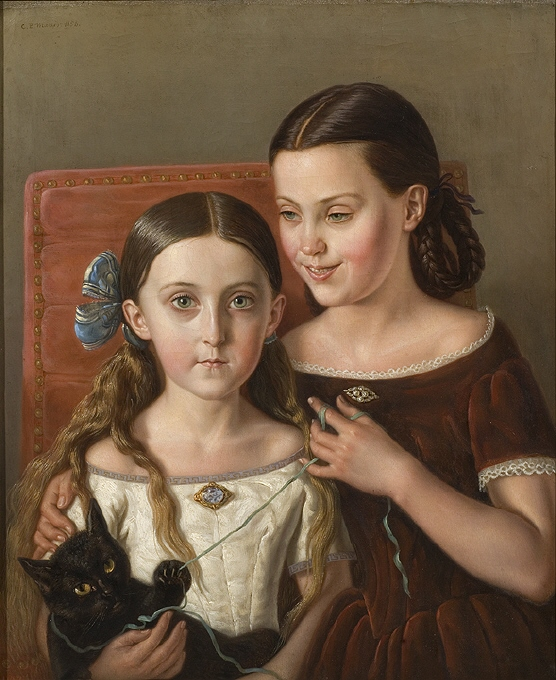
Sigrid och Anna Mazer (1858)
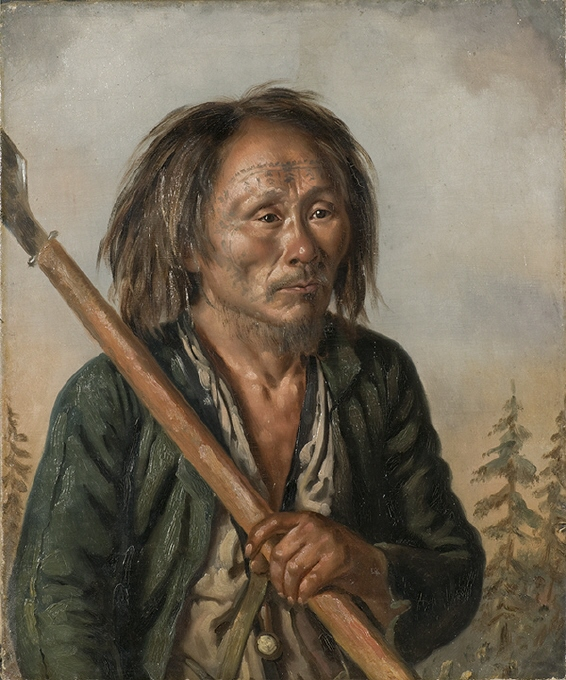
Porträtt av tungus (1850)
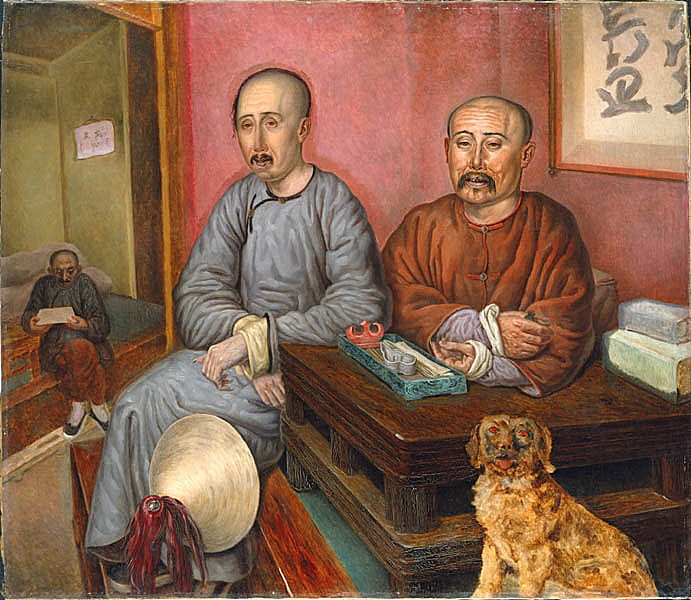
Kinesiska handelsmän, Nationalmuseum (1848–1850)
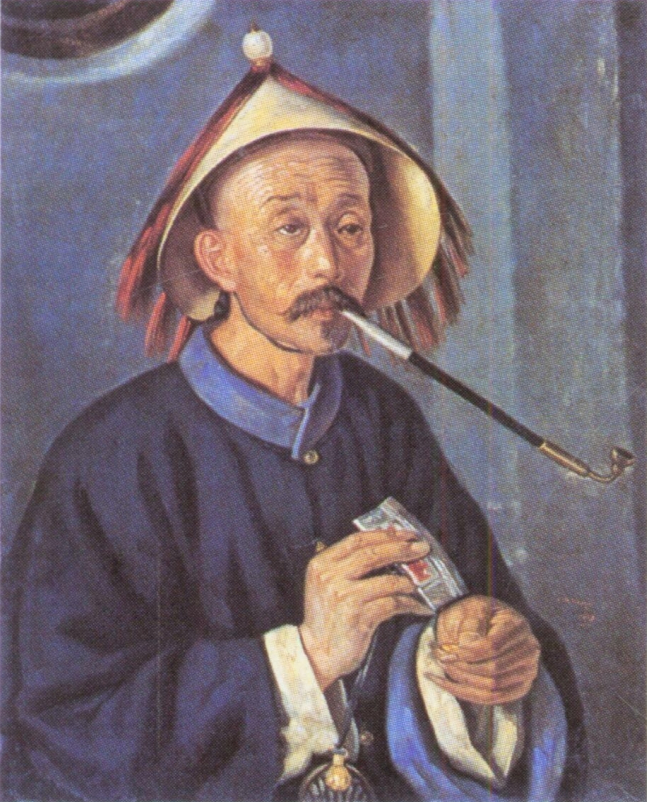
Porträtt av kinesisk man